# Jan Scherrer
Jan Scherrer (Wildhaus, 11 luglio 1994) è uno snowboarder svizzero, vincitore della medaglia di bronzo alle Olimpiadi di Pechino 2022.

## Palmarès

### Olimpiadi
- 1 medaglia:
  - 1 bronzo (halfpipe a Pechino 2022)

### Mondiali
- 2 medaglie:
  - 2 bronzi (halfpipe ad Aspen 2021; halfpipe a Bakuriani 2023)

### Winter X Games
- 2 medaglie:
  - 1 argento (superpipe ad Aspen 2023)
  - 1 bronzo (superpipe ad Aspen 2020)

### Mondiali juniores
- 1 medaglia:
  - 1 bronzo (slopestyle a Valmalenco 2011)

### Coppa del Mondo
- Miglior piazzamento in classifica generale: 6º nel 2019
- Miglior piazzamento nella Coppa del Mondo di halfpipe: 3º nel 2019 e nel 2022
- Miglior piazzamento nella Coppa del Mondo di slopestyle: 20º nel 2013
- Miglior piazzamento nella Coppa del Mondo di big air: 38° nel 2015
- 6 podi
  - 1 vittoria
  - 5 secondi posti

#### Coppa del Mondo - vittorie
| Data             | Luogo         | Paese | Disciplina |
| ---------------- | ------------- | ----- | ---------- |
| 21 dicembre 2018 | Secret Garden | Cina  | HP         |

Legenda:

HP = Halfpipe